# Sudamericano de Rugby M21 1999
El Sudamericano de Rugby M21 de 1999 fue el segundo torneo para menores de 21 años, se organizó en Santiago de Chile por la Confederación Sudamericana y la federación de ese país. A poco del comienzo, se bajaron de la competencia Paraguay y Venezuela pese a que se habían preparado y confirmado su asistencia, esta deserción obligó a modificar el fixture.
El torneo mostró una fuerte disparidad de juego entre el equipo campeón y el colocado último, por un lado Argentina se quedó con el título y logró un resultado histórico cuando estableció el 2.º récord a la mayor diferencia en el marcador (en una selección de su país) al vencer a Perú por la primera fecha 198 - 0. En el lado opuesto de la tabla se quedó Perú quien también fuera goleado por Cóndores y Teros y al terminar el cuadrangular consiguió sólo 6 puntos a favor y sufrió 484 en contra; fue la última presentación de los Tumis en el Sub-21.

## Equipos participantes
- Selección juvenil de rugby de Argentina (Pumas M21)
- Selección juvenil de rugby de Chile (Cóndores M21)
- Selección juvenil de rugby de Perú (Tumis M21)
- Selección juvenil de rugby de Uruguay (Teros M21)

Declinaron participar
- Selección juvenil de rugby de Paraguay (Yacarés M21)
- Selección juvenil de rugby de Venezuela (Venezuela M21)

## Posiciones
| Pos. | Equipo    | Encuentros | Encuentros | Encuentros | Encuentros | Tantos  | Tantos    | Tantos     | Puntos |
| Pos. | Equipo    | jugados    | ganados    | empatados  | perdidos   | a favor | en contra | diferencia | Puntos |
| ---- | --------- | ---------- | ---------- | ---------- | ---------- | ------- | --------- | ---------- | ------ |
| 1    | Argentina | 3          | 3          | 0          | 0          | 340     | 10        | + 330      | 9      |
| 2    | Chile     | 3          | 2          | 0          | 1          | 153     | 78        | + 75       | 6      |
| 3    | Uruguay   | 3          | 1          | 0          | 2          | 176     | 103       | + 73       | 3      |
| 4    | Perú      | 3          | 0          | 0          | 3          | 6       | 484       | - 478      | 0      |

Nota: Se otorgan 3 puntos al equipo que gane un partido, 1 al que empate y 0 al que pierda

## Resultados

### Primera fecha[5]
| 21 de setiembre 15:00 | Argentina | 198 - 0 | Perú | cancha del PWCC, Santiago, Chile |  |
|                       |           | Reporte |      |                                  |  |

| 21 de setiembre 16:30 | Chile | 19 - 14 | Uruguay | cancha del PWCC, Santiago, Chile |  |
|                       |       | Reporte |         |                                  |  |

### Segunda fecha
| 23 de setiembre 15:00 | Argentina | 81 - 0  | Uruguay | cancha del PWCC, Santiago, Chile |  |
|                       |           | Reporte |         |                                  |  |

| 23 de setiembre 16:30 | Chile | 124 - 3 | Perú | cancha del PWCC, Santiago, Chile |  |
|                       |       | Reporte |      |                                  |  |

### Tercera fecha[6]
| 25 de septiembre | Uruguay | 162 - 3 | Perú | cancha del PWCC, Santiago, Chile |  |

| 25 de setiembre | Chile | 10 - 61 | Argentina | cancha del PWCC, Santiago, Chile                                     |                                                                      |
|                 |       | Reporte |           | Asistencia: 2.000 espectadores · Árbitro(s): Aram Chouldjian Uruguay | Asistencia: 2.000 espectadores · Árbitro(s): Aram Chouldjian Uruguay |

| Bandera de Argentina |
| Campeón Argentina    |
| Segundo título       |